# Jade Bird
Jade Elizabeth Bird (Hexham, 1º ottobre 1997) è una cantautrice e polistrumentista britannica.
Rolling Stone ha descritto la sua voce come "grezza e vigorosa" con Tony Visconti che ha dichiarato che "lei canta in modo professionale, è molto intelligente come cantante e non c'è nulla che non sia in grado di fare con la sua voce".

## Biografia
Jade Bird è nata in una famiglia di militari e durante i primi anni della sua vita ha vissuto tra Stati Uniti, Germania e Regno Unito. A seguito della separazione dei genitori, è andata a vivere con sua mamma e sua nonna a Bridgend, nel sud del Galles. Ha iniziato a suonare il pianoforte all'età di otto anni e ha cominciato a suonare la chitarra e a scrivere canzoni a dodici anni. A sedici anni si è trasferita a Londra assieme alla madre e al patrigno per frequentare la BRIT School a Croydon, dove si è diplomata nel 2016. In questo periodo Jade Bird era solita fare molti concerti in una settimana.

## Carriera
Nel 2017 ha iniziato a fare tour negli Stati Uniti assieme a Brent Cobb. A marzo 2017 ha suonato al South by Southwest ad Austin, in Texas e successivamente ha aperto dei concerti dei First Aid Kit e di Son Little. Il 7 luglio dello stesso anno, viene pubblicato l'EP di debutto Something American.
Nel 2018 è stata tra i finalisti del premio BBC Sound of....
Nei mesi di marzo e aprile 2019, Jade Bird ha aperto alcuni concerti di Hozier negli Stati Uniti. Il 4 gennaio 2019, tramite un comunicato sui principali social, Jade Bird annuncia l'uscita dell'omonimo album di debutto, prevista per il 19 aprile 2019. Il disco contiene i singoli Lottery, Un Huh e Love Has All Been Done Before, già pubblicati nel 2018.
L'album ha ricevuto un punteggio di 75 su Metacritic basato su 14 recensioni, indicando recensioni generalmente favorevoli da parte di diverse importanti pubblicazioni. NME ha definito l'intero album "un trionfo", mentre Clash lo ha etichettato come "[un] debutto sicuro da una forza da non sottovalutare". Una recensione su Paste è stata leggermente più critica nei confronti dell'album: "Jade Bird è un album di spiccioli, una manciata di pepite luccicanti e ben scritte che potrebbero brillare singolarmente ma, messe insieme, non equivalgono alla somma delle loro parti."
La pubblicazione dell'album è stata seguita da una nomination per Emerging Act Of The Year agli Americana Music Honors & Awards del 2019. Il 24 luglio è stato annunciato che Bird era stata nominata per tre premi agli AIM Independent Music Awards. Solo gli Idles erano stati nominati per più premi in quell'evento. Alla fine, ha vinto il premio come Miglior Artista Emergente Internazionale.
Il secondo album è stato scritto e completato nove mesi dopo l'uscita del suo primo album, mentre Jade Bird si trovava a New York. A seguito della cancellazione del suo tour del 2020, a causa della pandemia di COVID-19, la cantante ha collaborato con Microsoft ed è stata la prima artista a partecipare al loro progetto RE:Surface, un concerto virtuale in diretta streaming, tenutosi il 29 maggio 2020. A ottobre dello stesso anno, ha poi tenuto un altro concerto in diretta streaming chiamato Come Together Mental Health Music Festival a beneficio della National Alliance on Mental Illness. Il 4 novembre, Jade Bird ha pubblicato Headstart, il primo singolo estratto dal suo secondo album in studio. La canzone, prodotta da Dave Cobb, è un brano indie su un'infatuazione non corrisposta. Questo singolo è stato seguito il 26 novembre da Houdini, una canzone basata sulla scomparsa di qualcuno dalla sua vita. La prima pubblicazione di Jade Bird del 2021 è stata il singolo Open Up The Heavens. Questa canzone, descritta da ABC Online come "una delle migliori opere di Bird finora", è stata l'ultima ad essere registrata per il secondo album. Il 16 aprile Jade Bird ha pubblicato il suo secondo EP, RCA Studio A Sessions. Il suo secondo album, Different Kinds of Light, è stato annunciato il 20 maggio e pubblicato il 13 agosto 2021. L'album, prodotto da Dave Cobb, è stato scritto in Giappone, Messico e Stati Uniti e contiene ispirazioni dalle esperienze di vita della cantante oltre a personaggi immaginari dalla sua fantasia.

## Vita privata
Jade Bird si è descritta come una femminista e ha dichiarato: "Ho sempre voluto essere un modello nel movimento femminista". È appassionata di lettura, in particolare delle opere di Patti Smith, che ha utilizzato come ispirazione per i titoli delle sue canzoni. Dal 2018 è in una relazione con Luke Prosser, che è il chitarrista dei suoi tour. I due si sono trasferiti ad Austin, in Texas, nel novembre 2020. Il novembre successivo, la cantante ha annunciato sulla sua pagina Twitter di essere fidanzata con Prosser. Jade Bird è stata critica nei confronti della gestione della pandemia da parte del governo britannico per i musicisti, affermando: "Non riesco mai a capire perché le arti siano sempre la prima cosa a essere sacrificata e l'ultima a essere presa in considerazione quando si tratta di politica".

## Discografia

### Album in studio
- 2019 – Jade Bird
- 2021 – Different Kinds of Light
- 2025 - Who Wants To Talk About Love

### EP
- 2017 – Something American
- 2021 – RCA Studio A Sessions
- 2024 – Burn the Hard Drive

### Singoli
- 2018 – Lottery
- 2018 – Furious
- 2018 – Uh Huh
- 2018 – Love Has All Been Done Before
- 2019 – I Get No Joy
- 2019 – My Motto
- 2020 – Headstart
- 2020 – Houdini
- 2021 – Open up the Heavens
- 2021 – Different Kinds of Light
- 2021 – Now Is the Time
- 2024 – Burn the Hard Drive (feat. Mura Masa)
- 2024 – You've Fallen in Love Again
- 2025 – Who Wants

## Premi e riconoscimenti
BBC
- Nomination Sound of... (2018)

Ticketweb
- Nomination Ones To Watch (2018)

Radio X
- Nomination Best Songs per Love Has All Been Done Before (2018)
- Nomination Great X-Pectations (2019)

MTV Push
- Nomination Ones To Watch (2019)